# Avelina Landín
Avelina Landín Rodríguez (Ciudad de México, 10 de noviembre de 1919-ibidem, 21 de febrero de 1991) fue una cantante mexicana, considerada como «una de las grandes e inconfundibles voces del bolero mexicano».

## Biografía
Avelina Landín Rodríguez nació en la Ciudad de México y fue hija de Irineo Landín Jáuregui y de Magdalena Rodríguez Moreno. Su padre y su madre cantaban muy bien, pero siempre en privado, porque a don Irineo no le gustaba la idea de tener un artista en la familia. Avelina y María Luisa Landín tenían un hermano que prefirió seguir la profesión de don Irineo: sastre cortador.
Avelina se inició artísticamente con su hermana María Luisa en los años treinta. Primero se llamaron Pirita y Jade y después Hermanas Landín. Juntas grabaron varios discos sencillos, para las compañías RCA Víctor y Peerless, y tuvieron mucho éxito en la radio, especialmente en la emisora XEQ. Avelina se retiró del medio artístico cuando se casó con Ángel Zempoaltecatl Ortega el 20 de enero de 1941, y María Luisa emprendió su carrera como solista.
Cuando retomó su carrera años después, Avelina, como solista, tuvo un lugar muy importante en el elenco artístico de la XEW, y grabó sus éxitos en la disquera RCA Víctor.
También grabó para Discos Musart, canciones como «Llegaste tarde», «Se acabó», «Limosna», «Gris», «Pasó de moda», «Ya no me beses» y «Dicen que tú».
A mediados de los años cincuenta, Avelina formó el dueto Las Dos Estrellas con Isabel Guzmán, grabando para la RCA Víctor varios discos sencillos con canciones como el vals argentino «Quisiera amarte menos» y el bolero «Sabor de engaño».
Cantó en Estados Unidos, las Antillas, Cuba, Centro y Sudamérica, Portugal, España, Inglaterra, Alemania, Suiza e Italia.
Landín falleció en la Ciudad de México, víctima de un paro cardíaco, y fue sepultada en el panteón Mausoleos del Ángel.

## Discografía

### Sencillos
- «Quiéreme, pero quiéreme» (1949)
- «¿Por qué has cambiado?» (1949)
- «¿Por qué te vas?» (1949)
- «Una mirada nada más» (1949)
- «Que me castigue Dios» (1949)
- «No te desesperes» (1949)
- «Culpable» (1949)
- «Todos somos así» (1949)
- «Amor de mi vida» (1949)
- «Buenas noches, mi amor» (1949)
- «Equivocadamente» (1950)
- «Estamos en paz» (1950)

### Álbumes de estudio
- La voz que canta al corazón (Orfeón, 1968)
- Nostalgia (Caleidofon, 1976)

### Álbumes recopilatorios
- Recordando "La voz cálida" de Avelina Landín (RCA Camden)
- Colección bolero: Avelina Landín (Orfeón)
- Boleros inolvidables (Musart)

## Filmografía
- Su última aventura (1946), doblando la voz de Carolina Barret en la canción «Adiós, mi amor».
- La diosa arrodillada (1947), doblando la voz de María Félix en la canción «Revancha».